# Joan Pau II (Alacant)
Joan Pau II és un barri d'Alacant, situat al nord-oest de la ciutat.
El barri, oficialment creat amb eixe nom el 2021, limita al nord-est amb el barri de la Torreta, a l'est i oest amb el Polígon de Sant Blai i al sud amb els barris de Ciutat d'Assís i la Florida Alta.
La població del barri de Joan Pau II l'any 2022 era de 6.619 habitants segons el padró municipal d'Alacant.

## Història
Aquesta zona del municipi, pertanyent al Polígon de Sant Blai va sol·licitar l'any 2011 esdevenir un nou barri de la ciutat i canviar la denominació de PAU-1 ('Pla d'Actuació Urbanística-1') que tenia fins aquell moment. Finalment el 2021 es va adoptar com a nom del barri la proposta de l'Associació Veïnal del PAU-1, Joan Pau II, que estava basada en la gran plaça ovalada situada al barri que té aquest mateix nom.
En el seu moment va haver-hi una proposta per conservar el topònim històric de la zona en el nom del barri que va ser desestimada, el Tartanell, a partir de l'existència d'una partida i finca amb eixe nom anomenada Hort del Tartanell.